# Дэва Премал
Дэ́ва Према́л (англ. Deva Premal; настоящее имя — Иола́нта Фрис (нем. Jolantha Fries); род. 2 апреля 1970, Нюрнберг, ФРГ) — немецкая исполнительница медитативной музыки направления нью-эйдж. В её композициях мантры на санскрите изящно сочетаются с атмосферной современной музыкой.

## Биография
Родилась в семье художника Вольфганга Фриса и исполнительницы классической музыки. Раннее детство провела в Германии. По словам самой Премал, её отец серьёзно занимался йогой и дзеном, регулярно использовал мантры и дочерей приучал к тому же. Гаятри-мантра стала первым, что девочка в жизни услышала: отец присутствовал при родах и пел эту мантру для матери. С раннего детства Дева Премал слышала Гаятри-мантру перед сном и дзенские истории перед едой; потом она сама вместе с сестрой пела эту мантру, ещё не понимая, что означают эти слова на санскрите. Так девушка выросла в атмосфере восточной духовности, и образ жизни большинства людей в западных странах представлялся ей «слишком фамильярным», а реинкарнация — логичной и справедливой.
По её же словам, имя «Дэва Премал», на санскрите означающее «Божественная любовь» или «Дарующая любовь», она не сама для себя придумала, а получила в 1981 году от своего духовного наставника Ошо; ей тогда было всего 11 лет, но уже в таком возрасте девочка «практиковала динамические медитации Ошо и носила оранжевые одежды».
Далее в жизни Дэвы Премап был период, когда она хотела быть христианкой, тайком от родителей крестилась, вслух читала мантры и одновременно про себя — христианские молитвы, опасаясь, что родители не поймут и не примут её выбор. Опасения оказались напрасными: родители вполне терпимо отнеслись к религиозным предпочтениям дочери. После этого она надолго оставила исполнение мантр.
Свою музыкальную карьеру Дэва Премал начала в 1991 году вместе со своим партнером Митеном, британским певцом и гитаристом. Они познакомились в 1990 году в Индии в Пуне в ашраме Ошо, где Премал изучала рефлексологию, шиацу, краниосакральную терапию и массаж. Митен тогда уже был успешным певцом, и на его выступления в ашраме приходило по 2-3 тысячи слушателей. Дэва Премал, желая больше времени проводить с Митеном, стала подпевать ему в качестве бэк-вокалистки. От него она впервые за долгое время снова услышала Гаятри-мантру, стала подпевать — и ощутила себя способной к самостоятельному сольному пению.
Затем до 1992 года Премал и Митен вместе путешествовали по разным странам мира, выступая с концертами и проводя занятия по пению.
Первый их музыкальный альбом — The Essence  — вышел в свет в 1998 году; он был записан в родном доме Дэвы Премал.
Дэва Премал и Митен выступают на концертах и проводят семинары в США, Канаде, Японии, Бразилии, Австралии и странах Европы, в 2009 и 2010 году они выступали в России. Их звукозаписывающая компания «Prabhu Music» сообщает, что по всему миру было продано более 900 тыс. пластинок исполнительницы.

## Дискография
- 1997 — Trusting the Silence (with Miten)
- 1998 — The Essence
- 1998 — Strength of a Rose (with Miten)
- 2000 — Love Is Space
- 2002 — Embrace
- 2002 — Satsang'' (with Miten)
- 2003 — Songs for the Inner Lover (with Miten)
- 2004 — More Than Music (with Miten)
- 2005 — Dakshina
- 2005 — Live in Byron Bay (with Miten)
- 2007 — Moola Mantra
- 2007 — Soul in wonder (with Miten)
- 2008 — Into Silence
- 2009 — In Concert — The Yoga of Sacred Song and Chant (with Miten and Manose)
- 2009 — Mantras for Precarious Times
- 2009 — DevaSonic Vol 1
- 2009 — DevaSonic Vol 2
- 2009 — Download Singles (with Miten)
- 2010 — Into Light
- 2010 — Tibetan Mantras for Turbulent Times
- 2011 — Password
- 2013 — 21-Day Mantra Meditation Journey (with Miten)
- 2013 — A Deeper Light (with Miten and Manose)
- 2013 — Mantra Love (with Miten)
- 2014 — Mantras for Life (with Miten and Manose)
- 2014 — The Spirit of Mantra (21-Day Mantra Meditation Journey vol II) (with Miten)
- 2015 — Songs for the Sangha (with Miten and Manose)
- 2016 — Cosmic Connections Live (with Miten and Manose)
- 2018 — Deva